# Université nationale de patrimoine culturel de Corée
L'Université nationale de patrimoine culturel de Corée (en hangul : 한국전통문화학교) est une université nationale de Corée du Sud située à Buyeo dans le Chungcheong du Sud.
Cette université a été créée dans le cadre d'une philosophie d' « Indépendance nationale et de développement culturel » en 2000. Selon son site internet ces objectifs sont de transmettre le patrimoine et de développer la culture traditionnelle coréenne ainsi que de former des spécialistes pour conserver et gérer le patrimoine culturel coréen.

## Structure
- Département de gestion des propriétés culturelles
- Département d'architecture traditionnelle
- Département des arts et artisanats traditionnels
- Département d'archéologie
- Département des sciences de la conservation